# 子宫动脉
子宫动脉（英語：Uterine artery）是向女性子宫供血的动脉。

## 结构
子宫动脉通常由髂内动脉的前支支出，它穿过子宫阔韧带，在子宫颈外侧约2cm处越过输尿管，沿着子宫主韧带到达子宫及其周围组织，此后分为子宫体支和子宫颈-阴道支，子宫体支又分为宫底支、输卵管支及卵巢支，其中卵巢支会与卵巢动脉相吻合，阴道支会与阴道动脉相吻合形成阴道奇动脉。

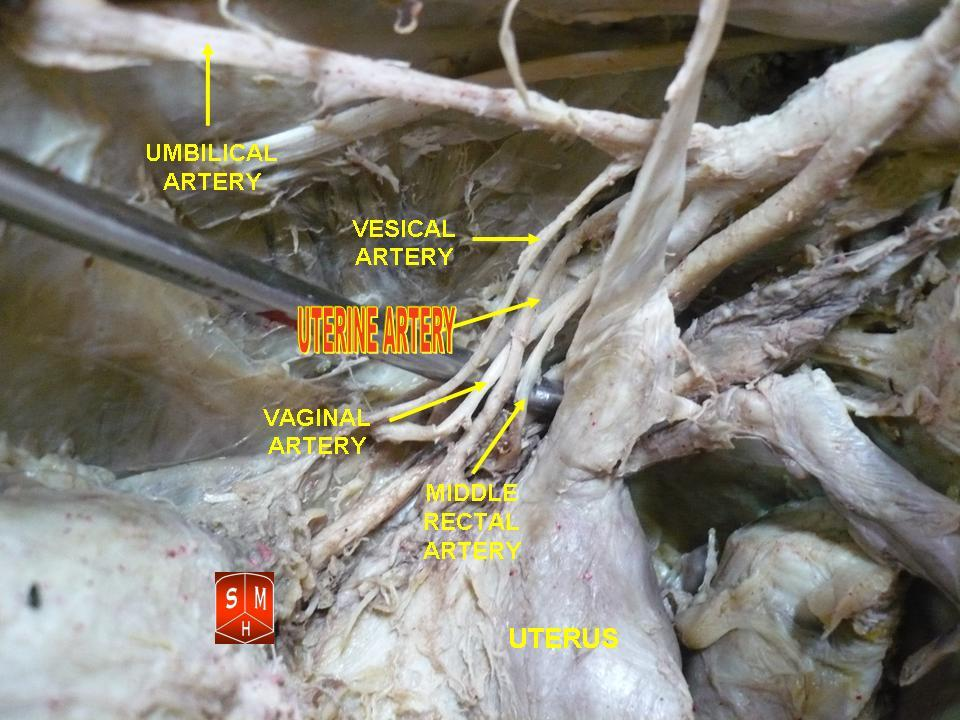
子宫动脉

子宫动脉是子宫的主要供血血管，在怀孕期间为适应胎儿发育的需要会显著肥大。

## 供血的器官与血管分支
- 子宫圆韧带
- 卵巢（子宫动脉卵巢支）
- 子宫（子宫动脉螺旋支）
- 阴道（子宫动脉阴道支） [4]
- 输卵管（子宫动脉输卵管支）

## 临床意义

### 子宫切除术
子宫切除术中，子宫动脉会被结扎以阻止出血。 